# آدم كامبيل
آدم كامبيل (بالإنجليزية: Adam Campbell)‏ (1 يناير 1995 في المملكة المتحدة - ) هو لاعب كرة قدم بريطاني في مركز الهجوم. شارك مع منتخب إنجلترا تحت 16 سنة لكرة القدم ومنتخب إنجلترا تحت 17 سنة لكرة القدم ومنتخب إنجلترا تحت 19 سنة لكرة القدم. أما مع النوادي، فقد لعب مع نادي سانت ميرين ونوتس كاونتي ونيوكاسل يونايتد ونادي غيتزهد ونادي كارلايل يونايتد ونادي هارتلبول يونايتد وفليتوود تاون.

## وصلات خارجية
- آدم كامبيل على موقع الاتحاد الأوربي (الإنجليزية)
- آدم كامبيل على موقع قاعدة بيانات كرة القدم.إي يو (الإنجليزية)
- آدم كامبيل على موقع Soccerbase.com (لاعب) (الإنجليزية)
- آدم كامبيل على موقع Soccerway.com (الإنجليزية)
- آدم كامبيل على موقع عالم كرة القدم.نت (الإنجليزية)
- آدم كامبيل على موقع AS.com (الإسبانية)